# Ian Dougald McLachlan
Pour les articles homonymes, voir Ian McLachlan et McLachlan.
Ian Dougald McLachlan, né le 23 juillet 1911 à Melbourne et mort le 14 juillet 1991 à Sydney est un militaire australien qui a atteint le grade de Air vice-marshal. Il est récipiendaire de l'Ordre du Bain, l'Ordre de l'Empire britannique et de la Distinguished Flying Cross.